# Фони тис Касторияс
„Фони тис Касторияс“ (на гръцки: Φωνή της Καστοριάς, в превод Костурски глас) е гръцки седмичен вестник, издаван в град Костур (Кастория). Основан е в 1945 година от Периклис Илиадис. В 1967 година става собственост на ветерана журналист Георгиос Ятру. От 1982 година е собственост на сина му Стерьос Ятру. Вестникът има 20 страници, излиза в четвъртък, и се разпространява в 1500 броя тираж предимно в Костур.
В броя на вестника от 4 октомври 1959 година пише:
| „ | През последните два месеца жителите на няколко села в Северна Гърция на официални масови церемонии заявиха, че ще престанат да говорят славянския диалект и в бъдеще ще говорят само гръцки език. Първата церемония стана в село Кардия, епархия Еордея на ном Кожани, което според преброяването от 1951 г. има 692 жители. Церемонията е проведена и в други села като Крия Нера, от община Лакомата от ном Костур (41 жители) и Атрапос от ном Лерин (466 жители). | “ |